# Italiens Grand Prix 1981
Italiens Grand Prix 1981 var det trettonde av 15 lopp ingående i formel 1-VM 1981.  

## Resultat
1. Alain Prost, Renault, 9 poäng
2. Alan Jones, Williams-Ford, 6
3. Carlos Reutemann, Williams-Ford, 4
4. Elio de Angelis, Lotus-Ford, 3
5. Didier Pironi, Ferrari, 2
6. Nelson Piquet, Brabham-Ford (varv 51, motor), 1
7. Andrea de Cesaris, McLaren-Ford (51, punktering)
8. Bruno Giacomelli, Alfa Romeo
9. Jean-Pierre Jarier, Osella-Ford
10. Brian Henton, Toleman-Hart

### Förare som bröt loppet
- Mario Andretti, Alfa Romeo (varv 40, motor)
- Derek Daly, March-Ford (36, växellåda)
- Patrick Tambay, Ligier-Matra (22, punktering)
- Nigel Mansell, Lotus-Ford (21, upphängning)
- John Watson, McLaren-Ford (19, olycka)
- Riccardo Patrese, Arrows-Ford (18, växellåda)
- Michele Alboreto, Tyrrell-Ford (17, olycka)
- Eliseo Salazar, Ensign-Ford (13, snurrade av)
- René Arnoux, Renault (12, snurrade av)
- Jacques Laffite, Ligier-Matra (11, punktering)
- Eddie Cheever, Tyrrell-Ford (11, snurrade av)
- Tommy Borgudd, ATS-Ford (10, snurrade av)
- Gilles Villeneuve, Ferrari (5, motor)
- Hector Rebaque, Brabham-Ford (1, elsystem)

### Förare som ej kvalificerade sig
- Marc Surer, Theodore-Ford
- Beppe Gabbiani, Osella-Ford
- Derek Warwick, Toleman-Hart
- Siegfried Stohr, Arrows-Ford
- Keke Rosberg, Fittipaldi-Ford
- Chico Serra, Fittipaldi-Ford

## VM-ställning
| Förarmästerskapet 1. Carlos Reutemann, Williams-Ford, 49 2. Nelson Piquet, Brabham-Ford, 46 3. Alan Jones, Williams-Ford, 37 Alain Prost, Renault, 37 | Konstruktörsmästerskapet 1. Williams-Ford, 86 2. Brabham-Ford, 57 3. Renault, 48 |